# Henryk Fiszel

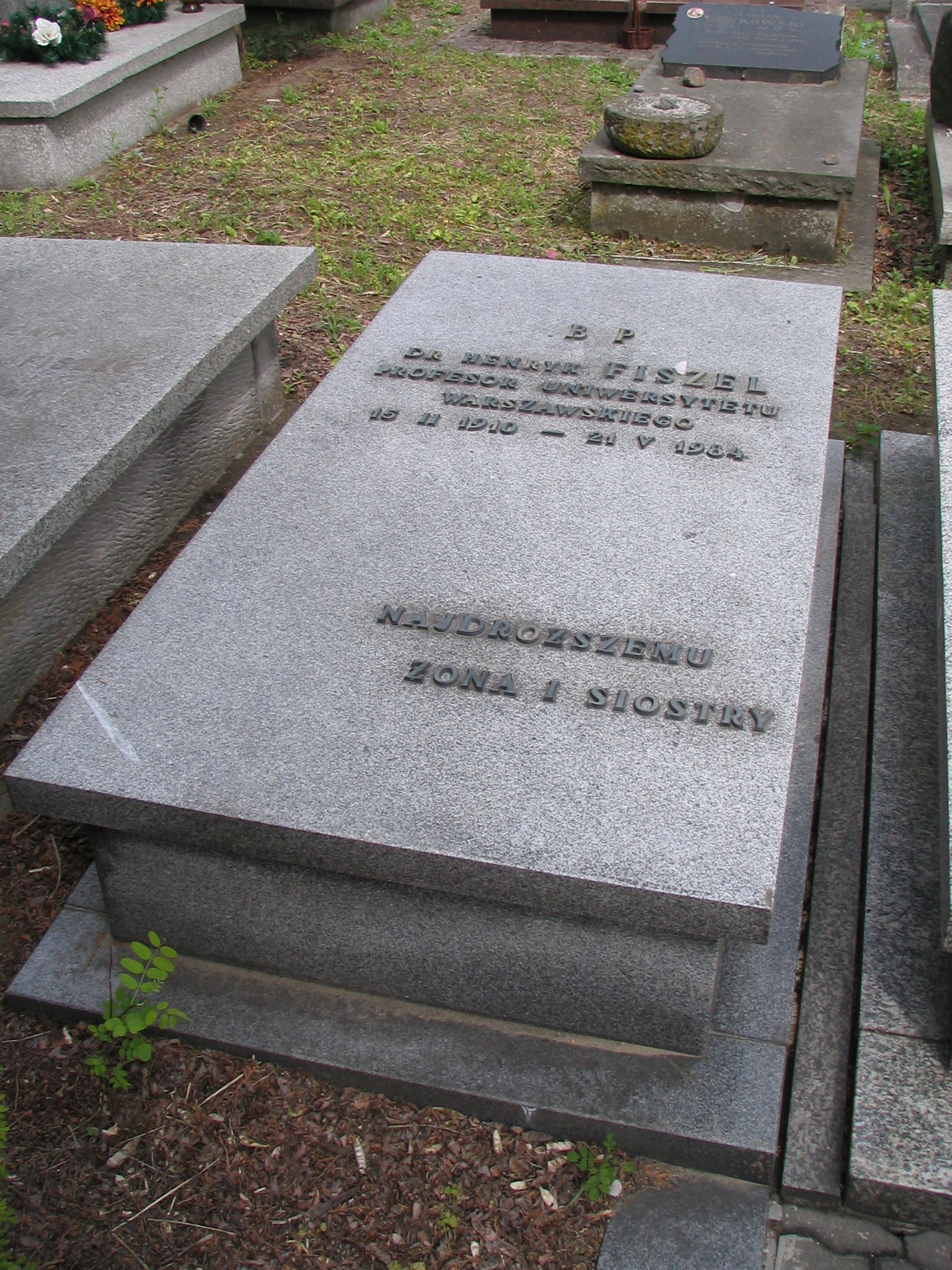
Grób Henryka Fiszela na cmentarzu żydowskim przy ulicy Okopowej w Warszawie

Henryk Fiszel (ur. 15 lutego 1910, zm. 21 maja 1984 w Warszawie) – polski ekonomista żydowskiego pochodzenia, profesor Uniwersytetu Warszawskiego.

## Życiorys
Urodził się w rodzinie żydowskiej. Był synem Salomona. W 1954 ukończył studia w Instytucie Nauk Społecznych przy KC PZPR (na 27 marca 1954 zaplanowano w tamtejszej Katedrze Ekonomii Politycznej obronę przez niego pracy kandydackiej pt. Środki obrotowe, czynniki i rezerwy przyspieszenia ich krążenia w gospodarce socjalistycznej (na przykładzie przemysłu hutniczego Polski Ludowej). W tym samym roku otrzymał pracę w Komisji Planowania przy Radzie Ministrów, gdzie pracował do 1958. W latach 1959–1960 był członkiem Rady Ekonomicznej przy Radzie Ministrów. Od 1956 docent, a od 1962 profesor Uniwersytetu Warszawskiego. W latach 1966–1969 był kierownikiem Katedry Ekonomii Politycznej Wydziału Nauk Ekonomicznych.
Został pochowany na cmentarzu żydowskim przy ulicy Okopowej. Jego żoną była pisarka Irena Jadwiga Kozłowska (1912–1992).

## Wybrane publikacje
- 1973: Teoria gospodarowania
- 1970: Wstęp do teorii gospodarowania
- 1969: Teoria efektywności i jej zastosowanie
- 1965: Szkice z teorii gospodarowania

## Odznaczenia
- Krzyż Kawalerski Orderu Odrodzenia Polski
- Medal 10-lecia Polski Ludowej (1954)[1]